# 안드레 에글리
앙드레 에글리(1958년 5월 8일 ~ )은 스위스 전 축구 선수이며, 전 부산 아이파크의 감독이었다.
| 전임 김판곤 (감독 대행) | 제14대 부산 아이파크 감독 2006 - 2007 | 후임 김판곤 (감독 대행) |